# رینالد صیدا
رینالد صیدا (انگلیسی: Reginald of Sidon؛ 1130s – ۱۲۰۲)، ارباب صیدا و یکی از نجبای مهم دولت‌های صلیبی در اواخر قرن ۱۲ میلادی بود. وی همچنین در نبرد حطین شرکت کرده بود.